# Грб Албаније
Грб Албаније је званични хералдички симбол Републике Албаније.
Грб има облик амблема и адаптација је модерне заставе Албаније.
Према веровању албанских хералдичара, амблем је начињен према печату вође албанске побуна у средњем веку, Ђурђа Скендербега. Грб је шпански штит са приказом црног двоглавог орла раширених крила, крунисаног скендербеговим бронзаним шлемом на црвеном пољу. Штит је обрубљен бронзаном линијом.
Грб има пропорције: 1 : 1,5

## Историја грба
На простору данашње Албаније се током средњег века дуго користио мотив двоглавог орла, најпре од византијских, а касније и од српских власти који су владали овом територијом. Распадом Српског царства, многи локални владари некадашњег царства су користили исту или барем сличну хералдику - бели двоглави орао са спуштеним крилима, као онај који се односио на српску хералдичку традицију. Овакав грб се јавља и код Кастриот(ић)а, који у коначници користи и Ђурађ назван Скендербег.
Много векова касније, током формирања албанске националне свести с краја XIX и почетка XX века, овај покрет добија и своју хералдику која је комбинација старе Скендербегове личне (породичне) хералдике са тадашњом немачком царском хералдиком (црни двоглави орао са раширеним крилима).

### Галерија
- Грб
 Српског царства 
 (1346–1371)
- Скендербегов печат 
 (средина 15. века) 
  латински натпис
- Изглед првих грбова Кастриотића
- Национална застава Албанаца 
(крај 19.века)
- Грб Кнежевине Албаније 
(1920–1925)
- Грб Албанске републике 
(1925–1928)
- Грб Албанске краљевине 
 (1928–1939)
- Грб Италијанске Албаније 
 (1939–1943)
- Амблем НР Албаније 
(1946–1992)
- Грб Републике Албаније 
(1992–1998)
- Модерна верзија грба Кастриотића
- Скендербегов шлем